# رباعي فلورو الميثان
رباعي فلورو الميثان (يعرف أيضاً باسم رباعي فلوريد الكربون) عبارة عن مركب كيميائي ينتمي إلى مجموعة الفلوروكربونات وهو أبسطها وله الصيغة CF4. في الشروط العادية من الضغط والحرارة يكون المركب على شكل غاز عديم اللون والرائحة. يعد رباعي فلورو الكربون أحد غازات الدفيئة.

## الخصائص
إن الرابطة الكيميائية في مركب رباعي فلورو الميثان قوية نتيجة الكهرسلبية العالية لذرة الفلور حيث تسحب الزوج الإلكتروني لها وتؤدي إلى حدوث شحنة جزئية موجبة على ذرة الكربون، مما يضفي صفة أيونية إضافية إلى الرابطة مما يجعلها أقصر من حيث الطول وأكثر قوة. تعد الرابطة بين الفلور والكربون أقوى رابطة في الكيمياء العضوية. وكلما ازداد عدد ذرات الفلور في المركب العضوي كلما ازدادت قوة الرابطة، لذلك فإن الرابطة في رباعي فلورو الميثان أقوى منها في ثنائي فلورو الميثان وبالتالي من فلورو الميثان. تبلغ قيمة الشحنة الجزئية الموجبة على ذرة الكربون 0.76 حسب مقياس باولي.

## التحضير
حضر رباعي فلورو الكربون لأول مرة عام 1926. ينتج رباعي فلورو الكربون نتيجة تعرض أي مركب للكربون للاحتراق في وجود جو من غاز الفلور، وينتج فلوريد الهيدروجين كناتج إضافي. كما ينتج المركب من فلورة غاز أحادي أكسيد الكربون أو ثنائي أكسيد الكربون أو الفوسجين بمركب رباعي فلوريد الكبريت.
يحضر المركب تجارياً من تفاعل الفلور مع ثنائي كلورو ثنائي فلورو الميثان أو كلورو ثلاثي فلورو الميثان. ينتج المركب أيضاً من التحليل الكهربائي لفلوريدات الفلزات MF2 باستعمال قطب كهربائي من الكربون.
على النطاق الصناغي ينتج المركب باستعمال فلوريد الهيدروجين:
CCl2F2 + 2 HF → CF4 + 2 HCl
أما مخبرياً فيحضر رباعي فلورو الميثان من تفاعل كربيد السيليكون مع غاز الفلور:
SiC + 2 F2 → CF4 + Si

## الاستخدامات
كان رباعي فلورو الميثان يستخدم في مجال التبريد قبل أن يوقف استعماله لأثره الضار على طبقة الأوزون.
في مجال الإلكترونيات يستخدم لاباعي فلورو الميثان مع غاز الأكسجين في مجال التصنيع الدقيق وذلك لتوليد البلازما لتصنيع الدارات المتكاملة على ركائز السيليكون وثنائي أكسيد السيليكون ونتريد السيليكون.
لمركب رباعي فلورو الميثان استعمالات في كواشف النيوترونات.